# Walenty Kamocki

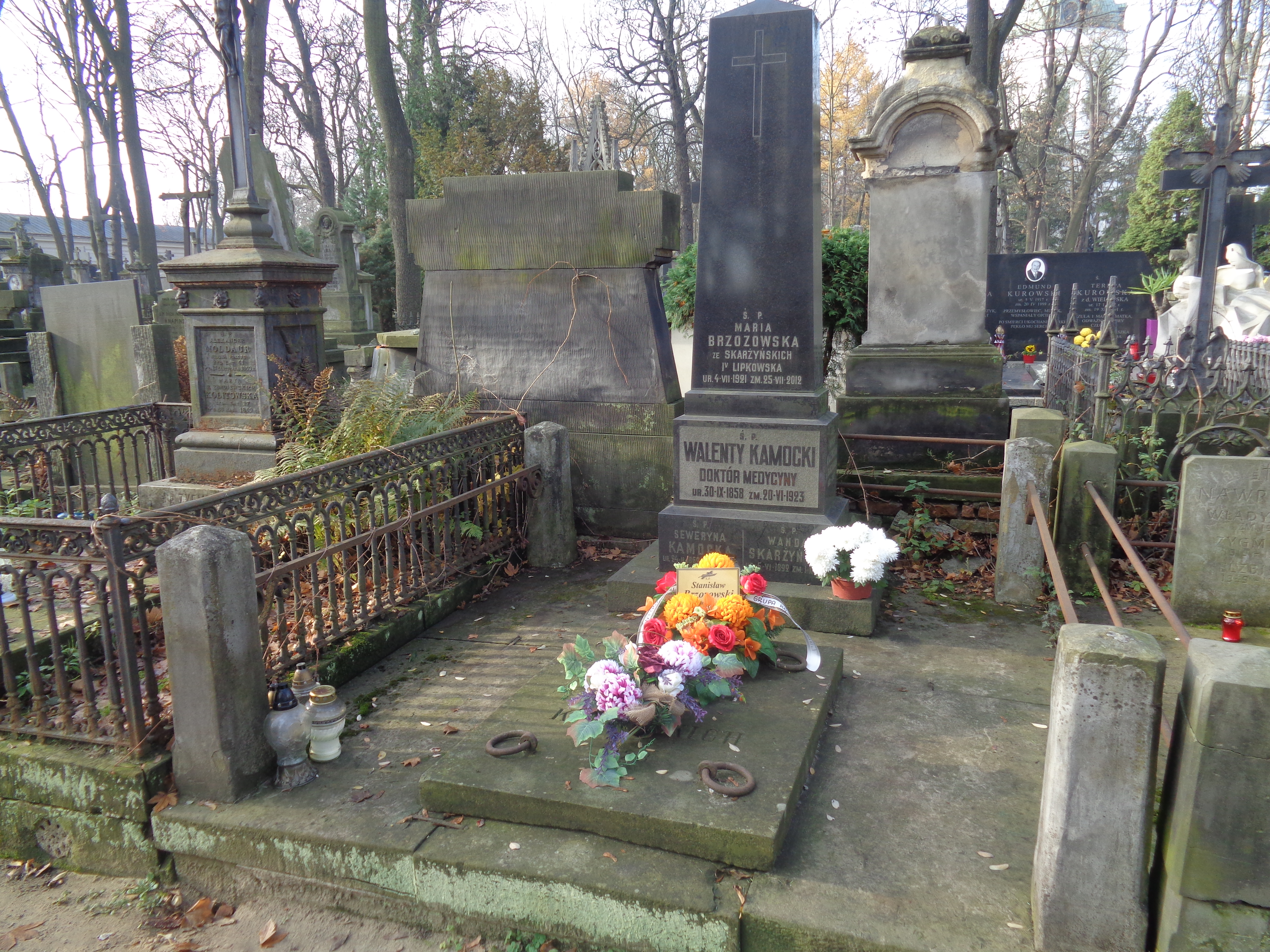
Grób Walentego Kamockiego na cmentarzu Powązkowskim

Walenty Hieronim Julian Kamocki herbu Jelita (ur. 30 września 1858 w Suchym Kierzu, zm. 20 czerwca 1923 w Warszawie) – polski lekarz, okulista.

## Życiorys
Urodził się w osadzie leśnej Suchy Kierz w gminie Lubochnia k. Rawy Mazowieckiej. Był najstarszym synem Felika Mariana Kamockiego urzędnika Komisji Rządowej Przychodów i Skarbu i Marianny Agnieszki z Łapińskich h. Lubicz.
Studia medyczne odbył w Cesarskim Uniwersytecie Warszawskim (1876-1881), studia uzupełniające w uniwersytecie w Wiedniu. Po studiach odbył praktykę okulistyczną w prywatnych poliklinikach oftalmologicznych w Berlinie, Paryżu i Heidelbergu.
W 1882 został zatrudniony na Cesarskim Uniwersytecie Warszawskim jako asystent w Katedrze Fizjologii, gdzie pracował do 1886. W latach 1881–1923 pracował w Instytucie Oftalmicznym w Warszawie - początkowo jako asystent, później jako ordynator Oddziału Męskiego (1884-1921), ordynator Oddziału Kobiecego (1921-1923), a w latach 1913-1923 jako lekarz naczelny.
Był pionierem badań nad zmianami cukrzycowymi w tęczówce, zajmował się także leczeniem chorób jagodówki, spojówki oraz leczeniem jaskry. W 1886 przeprowadził pierwsze w Polsce badania nad zwyrodnieniem szklistym w spojówkach. Do okulistyki polskiej wprowadził operację przetokową twardówki według Elliota (1907) i metodę domięśniowego podawania preparatu mlekowego Vistostanu w ciężkich zapaleniach tęczówki.
Dwukrotnie bezskutecznie kandydował na stanowisko kierownika Katedry i Kliniki Okulistyki; w 1895 w Uniwersytecie Jagiellońskim, w 1897 w Uniwersytecie Lwowskim.
Od 1908 członek rzeczywisty Towarzystwa Naukowego Warszawskiego. Aktywny działacz instytucji opieki nad ociemniałymi "Latarnia".
W odpowiedzi na deklarację wodza naczelnego wojsk rosyjskich wielkiego księcia Mikołaja Mikołajewicza Romanowa z 14 sierpnia 1914 roku, podpisał telegram dziękczynny, głoszący m.in., że krew synów Polski, przelana łącznie z krwią synów Rosyi w walce ze wspólnym wrogiem, stanie się największą rękojmią nowego życia w pokoju i przyjaźni dwóch narodów słowiańskich.
Był członkiem Komitetu Narodowego Polskiego (1914-1917).
Ożenił się z Seweryną Józefą Marią z Wołowskich i miał trzy córki. Pochowany został w Warszawie na Powązkach w grobie rodzinnym Kamockich (kwatera 181-3-19/20).

## Wybrane publikacje naukowe
- O powstaniu tzw. gruczołów Bermanna (1884)
- Przypadek rozlanej gruźlicy naczyniówki (1884)
- Szkliste zwyrodnienie łącznicy (1886)
- Badania anatomo-patologiczne nad oczami chorych na cukrzycę (1887)
- Badania anatomo-patologiczne nad szklistym zwyrodnieniem łącznicy (1892)
- Przypadek stłuszczenia rogówki z peryodycznie powracającymi objawami podrażnienia (1893)
- O mączkowatem zwyrodnieniu łącznicy (1895)

## Ordery i odznaczenia
- Krzyż Komandorski Orderu Odrodzenia Polski
- Krzyż Oficerski Orderu Odrodzenia Polski (2 maja 1922)[4][5]
- Krzyż Komandorski Legii Honorowej